# Chi Hoàng đàn
Chi Hoàng đàn hay chi Bách (danh pháp khoa học: Cupressus) là một chi thuộc họ Hoàng đàn (Cupressaceae). Nó được coi là một nhóm đa ngành. Dựa trên các phân tích di truyền và hình thái, chi Cupressus được phát hiện là thuộc phân họ Cupressoideae.
Tên gọi khoa học có nguồn gốc từ tiếng La tinh "cyparissus", là cách viết La tinh hóa của từ "κυπάρισσος" (kyparissos) trong tiếng Hy Lạp.
Như các xử lý hiện tại, các loài bách (hoàng đàn) này là bản địa của các địa điểm rải rác tại nhiều khu vực ôn đới ấm ở Bắc bán cầu, bao gồm miền tây Bắc Mỹ, Trung Mỹ, tây bắc châu Phi, Trung Đông, Himalaya, Hoa Nam và miền bắc Việt Nam.

## Đặc điểm
Chúng là các cây gỗ thường xanh hay các cây bụi lớn, mọc cao 5–40 m. Các lá hình vảy, dài 2–6 mm, sắp xếp thành các cặp mọc đối, chéo chữ thập, tồn tại trong vòng 3–5 năm. Trên các cây non với độ tuổi tới 1–2 năm có các lá hình kim, dài 5–15 mm. Các nón quả dài 8–40 mm, hình cầu hay hình trứng với 4-14 vảy xếp thành các cặp đôi mọc đối, chéo chữ thập; chúng thuần thục sau 18–24 tháng kể từ khi thụ phấn. Các hạt nhỏ, dài 4–7 mm, với 2 hàng cánh hẹp, dọc theo hai bên của hạt.
Nhiều loài đã thích nghi với các vụ cháy rừng, giữ hạt của chúng trong các nón khép kín trong nhiều năm cho tới khi cây cha mẹ bị lửa thiêu cháy; sau đó các hạt được giải phóng để chiếm lĩnh vùng đất trần trụi vừa bị lửa thiêu sạch. Ở các loài khác, các nón mở ra khi chín để giải phóng hạt.
Nhiều loài được trồng làm cây cảnh trong các công viên và tại châu Á thì còn xung quanh các chùa chiền đền miếu. Ở một số nơi, sự phân bố bản địa rất khó nhận ra do sự gieo trồng rộng khắp. Một vài loài được trồng để lấy gỗ, và gỗ này có thể là rất bền. Loại cây lai ghép bách Leyland lớn rất nhanh, phần nhiều được sử dụng trong các khu vườn, có nguồn gốc của cây cha hoặc mẹ từ chi này (bách Monterey C. macrocarpa); còn loài cha mẹ kia là bách Nootka (Callitropsis nootkatensis), đôi khi cũng được phân loại như là thuộc chi này hoặc tách riêng thành chi Callitropsis, nhưng trong quá khứ thường được đặt trong chi Chamaecyparis.

## Các loài
Số lượng loài được công nhận trong chi này dao động mạnh, từ 16 tới 25 hoặc hơn, tùy theo từng tác giả. Điều này là do phần lớn các quần thể là nhỏ và cô lập, và rất khó để chắc chắn liệu chúng nên được xếp vào cấp phân loại nào (loài, phân loài hay thứ). Xu hướng hiện tại là giảm số lượng loài được công nhận; khi khái niệm loài hẹp hơn được chấp nhận thì các thứ viết thụt vào trong danh sách dưới đây cũng có thể được chấp nhận như là loài khác biệt. Xem Các loài Tân thế giới dưới đây để biết thêm về sự chia tách có thể trong chi này trong tương lai.

### Các loài Cựu thế giới
Các loài Cựu thế giới có xu hướng có các nón với nhiều vảy hơn (8-14 vảy, hiếm khi 6 ở loài C. funebris), mỗi vảy với một gân rộng và ngắn, không phải gai. Cupressus sempervirens là loài điển hình của chi, định nghĩa cho tên gọi của toàn bộ chi Cupressus.
- Cupressus cashmeriana (bách Bhutan)
- Cupressus chengiana (bách Dân Giang) - Bảo tồn: Dễ thương tổn
- Cupressus duclouxiana (bách Vân Nam)
- Cupressus dupreziana (bách Sahara)
- Cupressus atlantica (C. dupreziana var. atlantica; Bách Morocco)
- Cupressus funebris (hoàng đàn rủ, hoàng đàn liễu, ngọc am)[4]
- Cupressus gigantea (bách Tây Tạng) - Bảo tồn: Dễ thương tổn
- Cupressus sempervirens (Bách nghĩa địa, bách Italia, bách Địa Trung Hải, bác Tây Ban Nha, bách Tuscan)
- Cupressus torulosa (hoàng đàn, bách Himalaya) [4]

### Các loài Tân thế giới

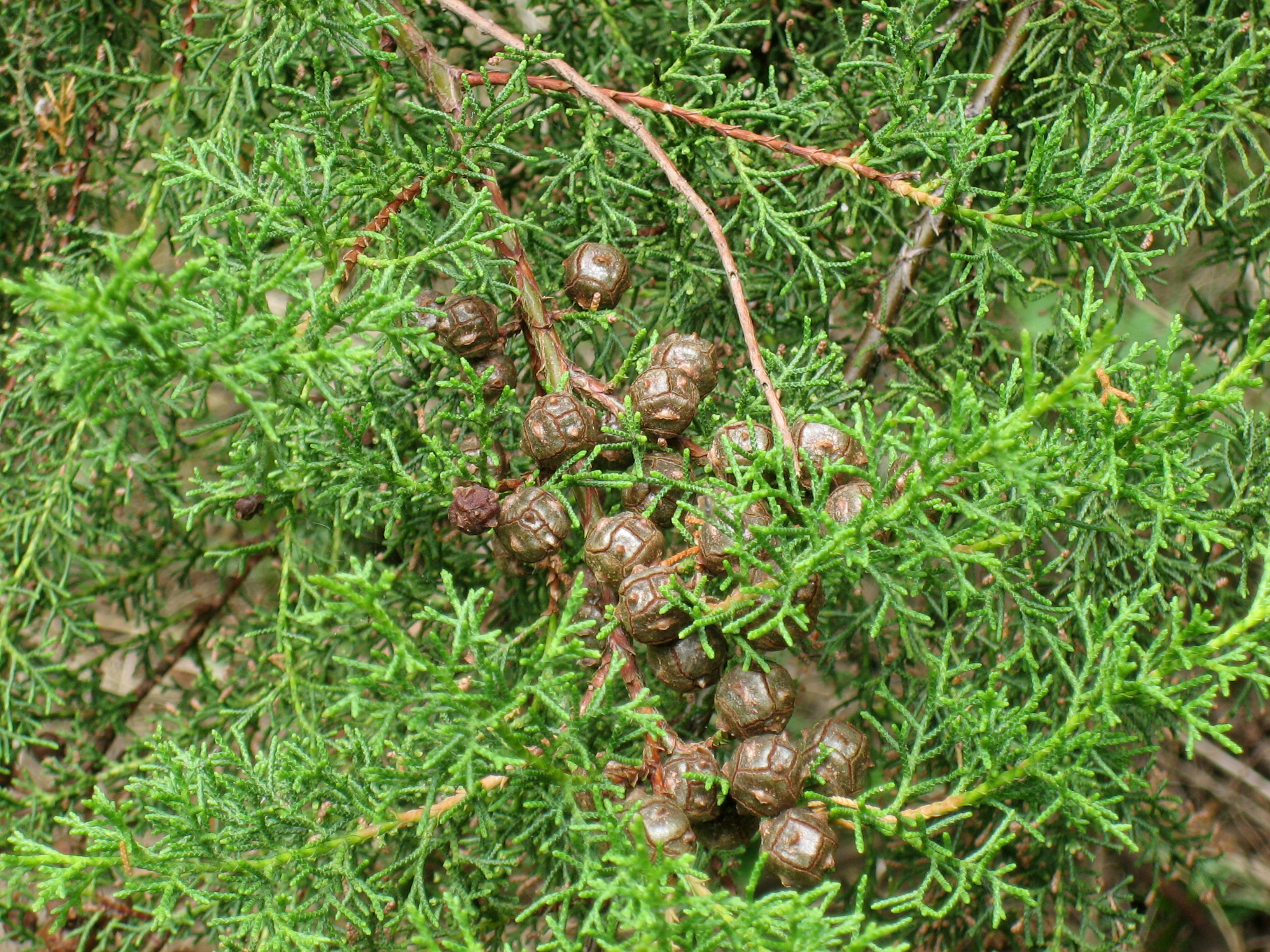
Tán lá và quả nón của loài Cupressus lusitanica

Các loài bách Tân thế giới có xu hướng có nón với ít vảy hơn (4-8 vảy, hiếm khi nhiều hơn như ở C. macrocarpa), mỗi vảy với một gai hẹp thường lồi lên. Chứng cứ di truyền gần đây chỉ ra rằng chúng có quan hệ họ hàng ít gần với các loài Cựu thế giới hơn là so với điều người ta từng coi là đúng trước đây, do chúng có quan hệ họ hàng gần với các chi như bách vàng (Callitropsis) và bách cối (Juniperus) hơn là so với phần còn lại của chi Cupressus. Các loài này gần đây đã được một số tác giả như Little chuyển sang chi Callitropsis. Các loài Tân thế giới được tìm thấy tại các môi trường sống ven rìa các vùng đất khô cằn, và vì thế thể hiện kiểu phân bố khác khu vực tản mạn rời rạc. Kiểu phân bố này dẫn tới sự phổ biến cục bộ mất cân đối với phần lớn các loài chỉ hạn chế ở mức các quần thể lân cận nhỏ.
- Cupressus abramsiana (Cupressus goveniana var. abramsiana; Callitropsis abramsiana; bách Santa Cruz)
- Cupressus arizonica (Callitropsis arizonica; bách Arizona)
  - Cupressus arizonica var. glabra(Cupressus glabra; Callitropsis glabra; bách Arizona trơn)
  - Cupressus arizonica var. montana (Cupressus montana; Callitropsis montana; bách tuẫn đạo San Pedro)
  - Cupressus arizonica var. nevadensis (Cupressus nevadensis; Callitropsis nevadensis; bách Piute)
- Cupressus bakeri (Callitropsis bakeri; bách Modoc)
- Cupressus goveniana (Callitropsis goveniana; bách Gowen)
- Cupressus forbesii (Callitropsis forbesii; bách Tecate)
- Cupressus guadalupensis (Callitropsis guadalupensis; bách Guadalupe)
- Cupressus lusitanica (Callitropsis lusitanica; bách Mexico)
  - Cupressus lusitanica var. benthamii (Cupressus benthamii; Callitropsis benthamii; bách Bentham)
- Cupressus macnabiana (Callitropsis macnabiana; bách Macnab)
- Cupressus macrocarpa (Callitropsis macrocarpa; bách Monterey)
- Cupressus pigmaea (Cupressus goveniana var. pigmaea; Callitropsis pigmaea; bách Mendocino)
- Cupressus sargentii (Callitropsis sargentii; bách Sargent)
- Cupressus stephensonii (Callitropsis stephensonii; bách Cuyamaca)
- Callitropsis nootkatensis (bách Nootka) đôi khi được coi là có danh pháp Cupressus nootkatensis